# Vaidila
Vaidila (talvolta riportato come Woidiło, Voydiło, Woydylo) (... – 1381) era uno dei più fidati consiglieri e cognato di Jogaila, granduca di Lituania e in seguito re di Polonia. Le cronache lituane presentano Vaidila come aiutante nelle cucine della residenza granducale che assunse al rango di nobile solo grazie al suo matrimonio con Maria, sorella di Jogaila, nel 1379. Ad ogni modo, si tratta di una narrazione assolutamente fantasiosa e priva di prove tangibili.

Ricostruzione del sigillo di Vaidila del 1380 circa

Era infatti una pratica nota denunciare gli oppositori politici come comuni contadini. I cavalieri teutonici riferiscono che il boiardo Vaidila governava su Wegebeticht (forse vicino a Deltuva e Ukmergė) e Wayteldorff (Dubrowo, a nord di Lida).
La cronaca lituana incolpa lui e Uliana di Tver', la madre di Jogaila, per aver dato luogo alla stipula del trattato di Dovydiškės, evento che scatenò la guerra civile durata dal 1381 al 1384. La cronaca riferisce inoltre che Vaidila covava un rancore personale contro Kęstutis, poiché quest'ultimo non riconosceva il suo nuovo status di nobile. In virtù della sua collaborazione prestata nelle negoziazioni per la pace tra Jogaila e l'ordine, i teutonici donarono a Vaidila alcune terre al confine tra la Samogizia e la Livonia e forse a due hufen (unità storiche in Germania) nei pressi di Ragnit. Quando Kęstutis assunse il potere per un breve periodo a conflitto civile ancora in corso, Vaidila finì impiccato. Jogaila vendicò la sua morte giustiziando Vidimantas e suo figlio Butrimas, parenti di Birutė, moglie di Kęstutis. Dopo la morte di Vaidila, Maria fu data in sposa a Davide di Gorodec.
Se Vaidila fosse stato davvero un contadino di bassa levatura, si tratterebbe dell'esempio più eclatante di mobilità sociale all'interno delle classi lituane, oltre ad essere, tra l'altro, l'unico duca lituano conosciuto per aver sposato la figlia di un sovrano di dinastia gediminide. Tale matrimonio potrebbe significare che Jogaila necessitava di alleanze domestiche per preservare il suo trono dopo che suo padre Algirdas morì nel 1377 e suo fratello maggiore Andrej di Polack ne sfidò l'autorità. Vaidila nel 1381 fu condannato a morte.